# Бруно Россі
Бруно Бенедетто Россі (італ. Bruno Benedetto Rossi; 13 квітня 1905, Венеція — 21 листопада 1993, Кембридж, Массачусетс) — італійський астрофізик і дослідник в галузі фізики елементарних частинок.

## Біографія
Бруно Россі народився в єврейській родині Ріно Россі та Ліни Мінербі. Здобув вищу освіту в Болонському університеті. З 1929 року працював помічником в університеті Флоренції. У 1932 став професором експериментальної фізики Падуанського університету. У 1938 році, у зв'язку зі своїм єврейським походженням, був позбавлений професорської кафедри і через Копенгаген і Манчестер емігрував до США, де в 1939 році почав працювати при університеті Чикаго. У 1942 році призначений професором-помічником Корнеллського університету. У роки Другої світової війни працював над створенням радарів при Массачусетському технологічному інституті і пізніше — у Лос-Аламоській національній лабораторії над ядерною програмою США. У 1946 році став професором МасТех. Тут він вивчав космічне випромінювання і наприкінці 1950-х був одним із піонерів у галузі ракетних фізичних експериментів, зокрема з виміру міжпланетної плазми і (як радник при American Science and Engineering Inc.) відкрив перше джерело рентгенівського випромінювання за межами Сонячної системи. Scorpio X-1. 1970 року вийшов у відставку і, повернувшись до Італії, 1974—1980 років викладав в університеті Палермо.
Ще в 1930-ті роки вчений став одним із перших дослідників космічного випромінювання та одним з тих, хто зумів довести існування космічного рентгенівського випромінювання за допомогою експериментів, що проводяться ракетною технікою. У 1939 році він був першим вченим, який відкрив і доказав під час своєї діяльності в університеті Чикаго процес розпаду мюона, а також виміряв середню тривалість життя цієї частки. Був винахідником ряду електронних технологій в експериментальній фізиці, наприклад, Fast Ionization Chamber в Лос-Аламоській лабораторії в 1943 році, спільно зі швейцарцем Гансом Штаубом.